# Маска црвене смрти
„Маска црвене смрти” (енгл. The Masque of the Red Death) је приповетка америчког писца Едгара Алана Поа, први пут објављена 1842. године. Прича прати покушаје принца Проспера да избегне опасну кугу, познате као Црвена смрт, скривајући се у својој опатији. Приповетка прати многе традиције готичке фикције и често се анализира као алегорија о неизбежности смрти, иако неки критичари саветују да се не чита алегоријски. Представљено је много различитих тумачења, као и покушаја да се идентификује права природа насловне болести.

## Радња
Радња се одвија у каштелираној опатији „срећног, неустрашивог и мудрог” принца Проспера. Просперо и 1.000 других племића су се склонили у ову опатију да побегну од црвене смрти, страшне куге са језивим симптомима која је захватила земљу. Жртве савладају оштри болови, изненадна несвестица, обилно крварење на све поре, и умиру у року од пола сата. Просперо и његов двор су равнодушни према патњама народа; намеравају да дочекају крај куге у луксузу и сигурности иза зидова свог сигурног уточишта, након што су заварили врата како би се осигурало да нико не уђе и не изађе.
Просперо одлучује да одржи маскенбал једне ноћи како би забавио своје госте у седам обојених соба опатије. Свака од првих шест соба је уређена и осветљена у одређеној боји: плавој, љубичастој, зеленој, наранџастој, белој и љубичастој. Последња соба је украшена црном бојом и обасјана је крваво црвеном светлошћу коју бацају скерлетна прозорска окна. Због овог језивог упаривања боја, врло мали број гостију је довољно храбар да се упусти у седму собу. Велики сат од ебановине стоји у овој просторији и злослутно звони сваког сата, након чега сви престају да причају или плешу, а оркестар престаје да свира. Када престане звоњење, сви одмах настављају са маскенбалом. Како се ближи сумрак, нико од гостију не улази у последњу просторију јер она поприма језивији приказ, а додатна звона на сату им изазивају нелагоду.
У поноћ, гости и Просперо примећују прилику у тамној, крвљу попрсканој одори која подсећа на погребни покров. Маска фигуре подсећа на круто лице леша и показује црте црвене смрти. Тешко увређен, Просперо захтева да зна идентитет мистериозног госта како би могли да га обесе. Гости, превише уплашени да приђу фигури, уместо тога су га пустили да прође кроз шест одаја. Принц прогони госта с исуканим бодежом и сатера га у ћошак у седмој соби. Када се лик окрене према њему, принц испушта оштар крик и пада мртав. Престрављени гости постају бесни и упадају у црну собу и на силу скидају маску и огртач, да би на свој ужас открили да испод нема ничега. Тек тада схватају да је костим била сама црвена смрт све време, која је „дошла као лопов у ноћи”, а сви гости обољевају и подлежу болести. Последња реченица сажима: „Мрак и пропаст и црвена смрт завладаше над свим.”

## Анализа
Под директним утицајем првог готског романа, Отрантски замак Хораса Волпола, у „Маски црвене смрти” По усваја многе конвенције традиционалне готичке фикције, укључујући окружење замка. Вишеструке једнобојне собе могу представљати људски ум, показујући различите типове личности. Прикази крви и времена у причи такође указује на телесност. Куга, у ствари, може представљати типичне атрибуте људског живота и смртности, што би имплицирало да је цела прича алегорија о узалудним покушајима човека да спречи смрт (општеприхваћено тумачење).‍:137 Међутим, постоји много спорова око тумачења „Маске црвене смрти”; неки сугеришу да ово није алегорија, посебно због Поовог признања да није волео дидактику у књижевности.:134 Ако прича заиста има морал, По га не наводи експлицитно.
Крв, наглашена у целој причи, заједно са црвеном бојом, служи као двоструки симбол, који представља и смрт и живот. Ово је наглашено маскираном приликом – никада није експлицитно наведено да је то црвена смрт, већ само гост у костиму црвене смрти – који се првобитно појављује у најисточнијој просторији, која је обојена плавом бојом, бојом која се најчешће повезује са рођењем.:141
Иако је Просперов замак намењен да спречи ширење болести, он је на крају представљен као опресивна структура. Његов дизајн налик лавиринту и високи и уски прозори постају готово бурлескни у последњој црној соби, толико угњетавајући да је „мало људи довољно смелих да уопште кроче у њу”. Поред тога, замак је замишљен као затворени простор, али странац је успео да се ушуња унутра, што сугерише да је контрола само илузија.
Као и многе Поове приче, „Маска црвене смрти” је од стране неких тумачена аутобиографски. Са ове тачке гледишта, принц Просперо је По као имућан младић, део угледне породице налик на Поове хранитеље. Према овом тумачењу, По тражи уточиште од опасности спољашњег света, а његово приказивање себе као једине особе која је спремна да се суочи са странцем је симбол Поове јурњаве ка неизбежним опасностима у сопственом животу. Просперо је такође име централног лика у Бури Вилијама Шекспира.

### „Црвена смрт”
Болест позната као црвена смрт је фиктивна. По описује да изазива „оштре болове и изненадну несвестицу, а затим обилно крварење на све поре” што доводи до смрти у року од пола сата.
Болест је можда била инспирисана туберкулозом, пошто је Поова супруга Вирџинија боловала од те болести у време писања приче. Попут лика принца Проспера, По је покушао да игнорише терминалну природу болести. Поова мајка Елајза, брат Вилијам и хранитељка Френсис такође су умрли од туберкулозе. Алтернативно томе, црвена смрт се може односити на колеру; По је био сведок епидемије колере у Балтимору 1831. године. Други су сугерисали да је пандемија у причи заправо бубонска куга, наглашена врхунцем приче која приказује црвену смрт у црној соби. Један писац упоређује овај опис са описом вирусне хеморагијске грознице или некротизирајућег фасциитиса. Такође је сугерисано да црвена смрт уопште није болест, већ слабост (попут првородног греха) коју дели читаво човечанство.:139–140

## Историја објављивања
По је први пут објавио причу у издању часописа Graham's Magazine из маја 1842. године, са слоганом „Фантастика”. Ова прва публикација му је донела 12 долара. Ревидирана верзија је објављена у издању новина Broadway Journal од 19. јула 1845. године.